# Kapatid
Kapatid es una banda de rock de Filipinas, formada en 2003 en Ciudad Quezón. La banda fue formada por algunos de la música industrial, integrada por Nathan Azarcón (Bambú) en el bajo, J-Hoon Balbuena (Kjwan) en la batería, Ira Cruz (Passage y bambú) en guitarras y ritmo, inspirado en músico ya fallecido el Chico Molina, de las guitarras de plomo. La banda fue a promocionada en su primer auto-titulado LP con éxitos con canciones como "Oración", "Pagbabalik ng Kwago", "Visiones", entre otros, en el año 2003 con mucho éxito. A través de los años, Kapatid ha resistido con éxito una aparentemente e infinita cadena de los juicios. A partir de la línea, siempre en evolución, a la prematura y la muerte de uno de los integrantes del grupo, la banda ha logrado mantenerse en la vanguardia de la industria musical, en la acumulación de un número considerable de aficionados. Hoy en día, Kapatid es, más que nunca, un grupo musical de fuerza para tener en cuenta entre sus seguidores. Paolo Rosal, es quien más adelante se integra a la banda, junto al inimitable Karl Roy, que es un reconocido músico y bajista de Philippe Arriola, (Weedd), logrando a que el grupo llegue a un nuevo nivel de madurez perfectamente equilibrada por jóvenes dotados como Anjones Elemos en la guitarrista y el baterista Paolo Rosal.

## Miembros
- Karl Roy - voz
- Anjones Elemos - guitarra
- Phillipe Arriola - Bajo y voz
- Paolo Rosal - Batería

## Bandas Relacionadas
- Advent Call
- POT
- Pinikpikan
- Razorback
- Kjwan
- Bambú
- Passage
- Weedd

## Discografía

### Álbumes
- Kapatid (2003)
- Luha (2006)

### Colaboración en Álbumes
- Lo mejor de Manila Sonido: Mani Hopia Palomitas de maíz